# 世田谷区立桜木中学校
世田谷区立桜木中学校（せたがやくりつさくらぎちゅうがっこう）は東京都世田谷区にある中学校である。設置者は世田谷区。略称は「ぎちゅう」「さくらぎ」など。

## 概要
開校記念日は5月1日。1学年あたり3クラス編成。1学年あたり90人前後の比較的小規模な学校。周辺の公立中学校には世田谷区立桜丘中学校がある。入学者の出身小学校は、世田谷区立桜小学校が半分以上を占める。高等学校進学実績においては一定の成果を上げており、近年は、東京都の進学指導重点校である東京都立日比谷高等学校、都立西高等学校、都立八王子東高等学校、都立青山高等学校などに合格者を輩出している。長期休暇中のきめ細やかな指導にも定評があり、多くの教科で質問対応教室が設置される。習熟度別授業を数学で実施している。英語は1クラスを3つに分けて授業を行っている。
敷地直下に桜木トンネル（補助第128号線）が通っている（2021年3月20日開通）。

## 歴史
- 1947年（昭和22年）
  - 4月 世田谷区立弦巻中学校として設立、弦巻小学校をその仮校舎となす。初代校長矢野三治着任。
  - 5月 開校式挙行。
- 1949年（昭和24年）
  - 4月 桜木中学校と校名を改める。校章・校歌を発表、制定。
  - 7月 本校舎へ移転。
- 1955年（昭和30年）
  - 10月 2代校長西山毅着任。

- 1959年（昭和34年）
  - 4月 3代校長鈴木誠一着任。
- 1962年（昭和37年）
  - 4月 4代校長相川一男着任。
- 1968年（昭和43年）
  - 4月 5代校長田中敏雄着任。

(校長6代から16代まで、11代略。10代校長山口富司在任中に、昭和から平成へ改元)
- 2013年（平成25年）
  - 4月 17代校長遠江義智着任。
- 2018年（平成30年）
  - 4月 17代校長遠江義智の定年にともない、18代校長に大塚洋一が着任。
- 2024年（令和6年）
- 4月  19代校長石井達也着任。

## 学区
経堂1丁目1番2号・16～18号・20号、8番2号・18号～、9番2号・16号・17号・21号、桜1～2丁目全域、桜3丁目18～33番、世田谷1丁目16～48番、世田谷2丁目全域、世田谷3丁目1～21番、世田谷4丁目7番1～12号・18号～、宮坂1丁目全域、宮坂2丁目1～23番